# Volta a Alemanya 2023
La Volta a Alemanya 2023, 37a edició de la Volta a Alemanya, es disputà entre el 23 i el 27 d'agost de 2023 sobre un recorregut de 724,3 km repartits en cinc etapes. La cursa formava part del calendari de l'UCI ProSeries 2023, amb una categoria 2.Pro.
El vencedor final fou el belga Ilan Van Wilder (Soudal Quick-Step), que s'imposà per 11 segons a l'austríac Felix Großschartner (UAE Team Emirates). Danny van Poppel (Bora-Hansgrohe) completà el podi.

## Equips
L'organització convidà a prendre part en la cursa a deu equips UCI WorldTeams, sis ProTeams i quatre equips continentals:
| WorldTeams (10)- Alpecin-Deceuninck - Bahrain Victorious - Bora-Hansgrohe - Ineos Grenadiers - Intermarché-Circus-Wanty - Lidl-Trek - Movistar Team - Soudal Quick-Step - Team DSM-Firmenich - UAE Team Emirates ProTeams (6)- Israel-Premier Tech - Lotto Dstny - Q36.5 Pro Cycling Team - TotalEnergies - Tudor Pro Cycling Team - Uno-X Pro Cycling Team Equips continentals (4)- 2023 Bik - P&S Benotti - Rad-Net Oßwald - Saris Rouvy Sauerland Team |
| |

## Etapes
| Etapa    | Data      | Ciutats d'etapa         | type              | Distància (km) | Desnivell (m) | Vencedor de l'etapa | Líder de la general |
| -------- | --------- | ----------------------- | ----------------- | -------------- | ------------- | ------------------- | ------------------- |
| Pròleg   | 23 de ago | St. Wendel – St. Wendel | pròleg            | 2,3            | 15 m          | Ethan Vernon        | Ethan Vernon        |
| 1a etapa | 24 de ago | St. Wendel – Merzig     | etapa accidentada | 178            | 2.600 m       | Ilan Van Wilder     | Ilan Van Wilder     |
| 2a etapa | 25 de ago | Kassel – Winterberg     | etapa accidentada | 190            | 3.293 m       | Gregor Mühlberger   | Ilan Van Wilder     |
| 3a etapa | 26 de ago | Arnsberg – Essen        | etapa accidentada | 174            | 2.154 m       | Madis Mihkels       | Ilan Van Wilder     |
| 4a etapa | 27 de ago | Hannover – Bremen       | etapa plana       | 180            | 455 m         | Arvid de Kleijn     | Ilan Van Wilder     |

### Pròleg
| \| Classificació de l'etapa \| Classificació de l'etapa \| Classificació de l'etapa \| Classificació de l'etapa \| Classificació de l'etapa \| \| Corredor \| Corredor \| Equip \| Temps \| \| \| ------------------------ \| ------------------------ \| ------------------------ \| ------------------------ \| ------------------------ \| \| 1r \| Ethan Vernon \| Soudal Quick-Step \| 2' 23" \| \| \| 2n \| Mads Pedersen \| Lidl-Trek \| + 1" \| \| \| 3r \| Maikel Zijlaard \| Tudor Pro Cycling Team \| + 3" \| \| \| 4t \| Danny van Poppel \| Bora-Hansgrohe \| + 3" \| \| \| 5è \| Nils Politt \| Bora-Hansgrohe \| + 3" \| \| \| 6è \| Jannik Steimle \| Soudal Quick-Step \| + 4" \| \| \| 7è \| Rasmus Tiller \| Uno-X Pro Cycling Team \| + 5" \| \| \| 8è \| Madis Mihkels \| Intermarché-Circus-Wanty \| + 5" \| \| \| 9è \| Sam Bennett \| Bora-Hansgrohe \| + 5" \| \| \| 10è \| Marco Haller \| Bora-Hansgrohe \| + 6" \| \| |                  |                          |        |
| |                  |                          |        |
| Font: ProCyclingStats |                  |                          |        |
| Classificació de l'etapa |                  |                          |        |
| Corredor | Corredor         | Equip                    | Temps  |
| 1r | Ethan Vernon     | Soudal Quick-Step        | 2' 23" |
| 2n | Mads Pedersen    | Lidl-Trek                | + 1"   |
| 3r | Maikel Zijlaard  | Tudor Pro Cycling Team   | + 3"   |
| 4t | Danny van Poppel | Bora-Hansgrohe           | + 3"   |
| 5è | Nils Politt      | Bora-Hansgrohe           | + 3"   |
| 6è | Jannik Steimle   | Soudal Quick-Step        | + 4"   |
| 7è | Rasmus Tiller    | Uno-X Pro Cycling Team   | + 5"   |
| 8è | Madis Mihkels    | Intermarché-Circus-Wanty | + 5"   |
| 9è | Sam Bennett      | Bora-Hansgrohe           | + 5"   |
| 10è | Marco Haller     | Bora-Hansgrohe           | + 6"   |

| \| Classificació general \| Classificació general \| Classificació general \| Classificació general \| Classificació general \| \| Corredor \| Corredor \| Equip \| Temps \| \| \| --------------------- \| --------------------- \| ------------------------ \| --------------------- \| --------------------- \| \| 1r \| Ethan Vernon \| Soudal Quick-Step \| 2' 23" \| \| \| 2n \| Mads Pedersen \| Lidl-Trek \| + 1" \| \| \| 3r \| Maikel Zijlaard \| Tudor Pro Cycling Team \| + 3" \| \| \| 4t \| Danny van Poppel \| Bora-Hansgrohe \| + 3" \| \| \| 5è \| Nils Politt \| Bora-Hansgrohe \| + 3" \| \| \| 6è \| Jannik Steimle \| Soudal Quick-Step \| + 4" \| \| \| 7è \| Rasmus Tiller \| Uno-X Pro Cycling Team \| + 5" \| \| \| 8è \| Madis Mihkels \| Intermarché-Circus-Wanty \| + 5" \| \| \| 9è \| Sam Bennett \| Bora-Hansgrohe \| + 5" \| \| \| 10è \| Marco Haller \| Bora-Hansgrohe \| + 6" \| \| |                  |                          |        |
| |                  |                          |        |
| Font: ProCyclingStats |                  |                          |        |
| Classificació general |                  |                          |        |
| Corredor | Corredor         | Equip                    | Temps  |
| 1r | Ethan Vernon     | Soudal Quick-Step        | 2' 23" |
| 2n | Mads Pedersen    | Lidl-Trek                | + 1"   |
| 3r | Maikel Zijlaard  | Tudor Pro Cycling Team   | + 3"   |
| 4t | Danny van Poppel | Bora-Hansgrohe           | + 3"   |
| 5è | Nils Politt      | Bora-Hansgrohe           | + 3"   |
| 6è | Jannik Steimle   | Soudal Quick-Step        | + 4"   |
| 7è | Rasmus Tiller    | Uno-X Pro Cycling Team   | + 5"   |
| 8è | Madis Mihkels    | Intermarché-Circus-Wanty | + 5"   |
| 9è | Sam Bennett      | Bora-Hansgrohe           | + 5"   |
| 10è | Marco Haller     | Bora-Hansgrohe           | + 6"   |

### Etapa 1
| \| Classificació de l'etapa \| Classificació de l'etapa \| Classificació de l'etapa \| Classificació de l'etapa \| Classificació de l'etapa \| \| Corredor \| Corredor \| Equip \| Temps \| \| \| ------------------------ \| ----------------------------- \| ------------------------ \| ------------------------ \| ------------------------ \| \| 1r \| Ilan Van Wilder \| Soudal Quick-Step \| 4h 17' 39" \| \| \| 2n \| Felix Großschartner \| UAE Team Emirates \| + 0" \| \| \| 3r \| Pàvel Sivakov \| Ineos Grenadiers \| + 0" \| \| \| 4t \| Kevin Vermaerke \| Team DSM-Firmenich \| + 3" \| \| \| 5è \| Peio Bilbao López de Armentia \| Bahrain Victorious \| + 3" \| \| \| 6è \| Dylan Teuns \| Israel-Premier Tech \| + 3" \| \| \| 7è \| Danny van Poppel \| Bora-Hansgrohe \| + 10" \| \| \| 8è \| Ethan Vernon \| Soudal Quick-Step \| + 10" \| \| \| 9è \| Nikias Arndt \| Bahrain Victorious \| + 10" \| \| \| 10è \| Alex Kirsch \| Lidl-Trek \| + 10" \| \| |                               |                     |            |
| |                               |                     |            |
| Font: ProCyclingStats |                               |                     |            |
| Classificació de l'etapa |                               |                     |            |
| Corredor | Corredor                      | Equip               | Temps      |
| 1r | Ilan Van Wilder               | Soudal Quick-Step   | 4h 17' 39" |
| 2n | Felix Großschartner           | UAE Team Emirates   | + 0"       |
| 3r | Pàvel Sivakov                 | Ineos Grenadiers    | + 0"       |
| 4t | Kevin Vermaerke               | Team DSM-Firmenich  | + 3"       |
| 5è | Peio Bilbao López de Armentia | Bahrain Victorious  | + 3"       |
| 6è | Dylan Teuns                   | Israel-Premier Tech | + 3"       |
| 7è | Danny van Poppel              | Bora-Hansgrohe      | + 10"      |
| 8è | Ethan Vernon                  | Soudal Quick-Step   | + 10"      |
| 9è | Nikias Arndt                  | Bahrain Victorious  | + 10"      |
| 10è | Alex Kirsch                   | Lidl-Trek           | + 10"      |

| \| Classificació general \| Classificació general \| Classificació general \| Classificació general \| Classificació general \| \| Corredor \| Corredor \| Equip \| Temps \| \| \| --------------------- \| ----------------------------- \| ---------------------- \| --------------------- \| --------------------- \| \| 1r \| Ilan Van Wilder \| Soudal Quick-Step \| 4h 19' 56" \| \| \| 2n \| Felix Großschartner \| UAE Team Emirates \| + 9" \| \| \| 3r \| Pàvel Sivakov \| Ineos Grenadiers \| + 10" \| \| \| 4t \| Ethan Vernon \| Soudal Quick-Step \| + 16" \| \| \| 5è \| Danny van Poppel \| Bora-Hansgrohe \| + 19" \| \| \| 6è \| Nils Politt \| Bora-Hansgrohe \| + 19" \| \| \| 7è \| Peio Bilbao López de Armentia \| Bahrain Victorious \| + 20" \| \| \| 8è \| Kevin Vermaerke \| Team DSM-Firmenich \| + 21" \| \| \| 9è \| Dylan Teuns \| Israel-Premier Tech \| + 21" \| \| \| 10è \| Rasmus Tiller \| Uno-X Pro Cycling Team \| + 21" \| \| |                               |                        |            |
| |                               |                        |            |
| Font: ProCyclingStats |                               |                        |            |
| Classificació general |                               |                        |            |
| Corredor | Corredor                      | Equip                  | Temps      |
| 1r | Ilan Van Wilder               | Soudal Quick-Step      | 4h 19' 56" |
| 2n | Felix Großschartner           | UAE Team Emirates      | + 9"       |
| 3r | Pàvel Sivakov                 | Ineos Grenadiers       | + 10"      |
| 4t | Ethan Vernon                  | Soudal Quick-Step      | + 16"      |
| 5è | Danny van Poppel              | Bora-Hansgrohe         | + 19"      |
| 6è | Nils Politt                   | Bora-Hansgrohe         | + 19"      |
| 7è | Peio Bilbao López de Armentia | Bahrain Victorious     | + 20"      |
| 8è | Kevin Vermaerke               | Team DSM-Firmenich     | + 21"      |
| 9è | Dylan Teuns                   | Israel-Premier Tech    | + 21"      |
| 10è | Rasmus Tiller                 | Uno-X Pro Cycling Team | + 21"      |

### Etapa 2
| \| Classificació de l'etapa \| Classificació de l'etapa \| Classificació de l'etapa \| Classificació de l'etapa \| Classificació de l'etapa \| \| Corredor \| Corredor \| Equip \| Temps \| \| \| ------------------------ \| ------------------------ \| ------------------------ \| ------------------------ \| ------------------------ \| \| 1r \| Gregor Mühlberger \| Movistar Team \| 4h 59' 51" \| \| \| 2n \| Alexander Aranburu Deba \| Movistar Team \| + 10" \| \| \| 3r \| Kevin Vermaerke \| Team DSM-Firmenich \| + 10" \| \| \| 4t \| Pàvel Sivakov \| Ineos Grenadiers \| + 10" \| \| \| 5è \| Ilan Van Wilder \| Soudal Quick-Step \| + 10" \| \| \| 6è \| Danny van Poppel \| Bora-Hansgrohe \| + 10" \| \| \| 7è \| Nils Politt \| Bora-Hansgrohe \| + 10" \| \| \| 8è \| Georg Zimmermann \| Intermarché-Circus-Wanty \| + 10" \| \| \| 9è \| Rasmus Tiller \| Uno-X Pro Cycling Team \| + 10" \| \| \| 10è \| Mathias Vacek \| Lidl-Trek \| + 10" \| \| |                         |                          |            |
| |                         |                          |            |
| Font: ProCyclingStats |                         |                          |            |
| Classificació de l'etapa |                         |                          |            |
| Corredor | Corredor                | Equip                    | Temps      |
| 1r | Gregor Mühlberger       | Movistar Team            | 4h 59' 51" |
| 2n | Alexander Aranburu Deba | Movistar Team            | + 10"      |
| 3r | Kevin Vermaerke         | Team DSM-Firmenich       | + 10"      |
| 4t | Pàvel Sivakov           | Ineos Grenadiers         | + 10"      |
| 5è | Ilan Van Wilder         | Soudal Quick-Step        | + 10"      |
| 6è | Danny van Poppel        | Bora-Hansgrohe           | + 10"      |
| 7è | Nils Politt             | Bora-Hansgrohe           | + 10"      |
| 8è | Georg Zimmermann        | Intermarché-Circus-Wanty | + 10"      |
| 9è | Rasmus Tiller           | Uno-X Pro Cycling Team   | + 10"      |
| 10è | Mathias Vacek           | Lidl-Trek                | + 10"      |

| \| Classificació general \| Classificació general \| Classificació general \| Classificació general \| Classificació general \| \| Corredor \| Corredor \| Equip \| Temps \| \| \| --------------------- \| ----------------------------- \| ---------------------- \| --------------------- \| --------------------- \| \| 1r \| Ilan Van Wilder \| Soudal Quick-Step \| 9h 19' 54" \| \| \| 2n \| Felix Großschartner \| UAE Team Emirates \| + 11" \| \| \| 3r \| Pàvel Sivakov \| Ineos Grenadiers \| + 13" \| \| \| 4t \| Kevin Vermaerke \| Team DSM-Firmenich \| + 18" \| \| \| 5è \| Alexander Aranburu Deba \| Movistar Team \| + 19" \| \| \| 6è \| Danny van Poppel \| Bora-Hansgrohe \| + 22" \| \| \| 7è \| Nils Politt \| Bora-Hansgrohe \| + 22" \| \| \| 8è \| Peio Bilbao López de Armentia \| Bahrain Victorious \| + 23" \| \| \| 9è \| Dylan Teuns \| Israel-Premier Tech \| + 24" \| \| \| 10è \| Rasmus Tiller \| Uno-X Pro Cycling Team \| + 24" \| \| |                               |                        |            |
| |                               |                        |            |
| Font: ProCyclingStats |                               |                        |            |
| Classificació general |                               |                        |            |
| Corredor | Corredor                      | Equip                  | Temps      |
| 1r | Ilan Van Wilder               | Soudal Quick-Step      | 9h 19' 54" |
| 2n | Felix Großschartner           | UAE Team Emirates      | + 11"      |
| 3r | Pàvel Sivakov                 | Ineos Grenadiers       | + 13"      |
| 4t | Kevin Vermaerke               | Team DSM-Firmenich     | + 18"      |
| 5è | Alexander Aranburu Deba       | Movistar Team          | + 19"      |
| 6è | Danny van Poppel              | Bora-Hansgrohe         | + 22"      |
| 7è | Nils Politt                   | Bora-Hansgrohe         | + 22"      |
| 8è | Peio Bilbao López de Armentia | Bahrain Victorious     | + 23"      |
| 9è | Dylan Teuns                   | Israel-Premier Tech    | + 24"      |
| 10è | Rasmus Tiller                 | Uno-X Pro Cycling Team | + 24"      |

### Etapa 3
| \| Classificació de l'etapa \| Classificació de l'etapa \| Classificació de l'etapa \| Classificació de l'etapa \| Classificació de l'etapa \| \| Corredor \| Corredor \| Equip \| Temps \| \| \| ------------------------ \| ------------------------ \| ------------------------ \| ------------------------ \| ------------------------ \| \| 1r \| Madis Mihkels \| Intermarché-Circus-Wanty \| 3h 59' 49" \| \| \| 2n \| Danny van Poppel \| Bora-Hansgrohe \| + 0" \| \| \| 3r \| Quinten Hermans \| Alpecin-Deceuninck \| + 0" \| \| \| 4t \| Phil Bauhaus \| Bahrain Victorious \| + 0" \| \| \| 5è \| Ethan Vernon \| Soudal Quick-Step \| + 0" \| \| \| 6è \| Émilien Jeannière \| TotalEnergies \| + 0" \| \| \| 7è \| Alexander Aranburu Deba \| Movistar Team \| + 0" \| \| \| 8è \| Rick Zabel \| Israel-Premier Tech \| + 0" \| \| \| 9è \| Mads Pedersen \| Lidl-Trek \| + 0" \| \| \| 10è \| Gianluca Brambilla \| Q36.5 Pro Cycling Team \| + 0" \| \| |                         |                          |            |
| |                         |                          |            |
| Font: ProCyclingStats |                         |                          |            |
| Classificació de l'etapa |                         |                          |            |
| Corredor | Corredor                | Equip                    | Temps      |
| 1r | Madis Mihkels           | Intermarché-Circus-Wanty | 3h 59' 49" |
| 2n | Danny van Poppel        | Bora-Hansgrohe           | + 0"       |
| 3r | Quinten Hermans         | Alpecin-Deceuninck       | + 0"       |
| 4t | Phil Bauhaus            | Bahrain Victorious       | + 0"       |
| 5è | Ethan Vernon            | Soudal Quick-Step        | + 0"       |
| 6è | Émilien Jeannière       | TotalEnergies            | + 0"       |
| 7è | Alexander Aranburu Deba | Movistar Team            | + 0"       |
| 8è | Rick Zabel              | Israel-Premier Tech      | + 0"       |
| 9è | Mads Pedersen           | Lidl-Trek                | + 0"       |
| 10è | Gianluca Brambilla      | Q36.5 Pro Cycling Team   | + 0"       |

| \| Classificació general \| Classificació general \| Classificació general \| Classificació general \| Classificació general \| \| Corredor \| Corredor \| Equip \| Temps \| \| \| --------------------- \| ----------------------- \| ---------------------- \| --------------------- \| --------------------- \| \| 1r \| Ilan Van Wilder \| Soudal Quick-Step \| 13h 19' 46" \| \| \| 2n \| Felix Großschartner \| UAE Team Emirates \| + 11" \| \| \| 3r \| Pàvel Sivakov \| Ineos Grenadiers \| + 13" \| \| \| 4t \| Danny van Poppel \| Bora-Hansgrohe \| + 16" \| \| \| 5è \| Alexander Aranburu Deba \| Movistar Team \| + 17" \| \| \| 6è \| Kevin Vermaerke \| Team DSM-Firmenich \| + 18" \| \| \| 7è \| Rasmus Tiller \| Uno-X Pro Cycling Team \| + 21" \| \| \| 8è \| Nils Politt \| Bora-Hansgrohe \| + 22" \| \| \| 9è \| Dylan Teuns \| Israel-Premier Tech \| + 23" \| \| \| 10è \| Quinten Hermans \| Alpecin-Deceuninck \| + 23" \| \| |                         |                        |             |
| |                         |                        |             |
| Font: ProCyclingStats |                         |                        |             |
| Classificació general |                         |                        |             |
| Corredor | Corredor                | Equip                  | Temps       |
| 1r | Ilan Van Wilder         | Soudal Quick-Step      | 13h 19' 46" |
| 2n | Felix Großschartner     | UAE Team Emirates      | + 11"       |
| 3r | Pàvel Sivakov           | Ineos Grenadiers       | + 13"       |
| 4t | Danny van Poppel        | Bora-Hansgrohe         | + 16"       |
| 5è | Alexander Aranburu Deba | Movistar Team          | + 17"       |
| 6è | Kevin Vermaerke         | Team DSM-Firmenich     | + 18"       |
| 7è | Rasmus Tiller           | Uno-X Pro Cycling Team | + 21"       |
| 8è | Nils Politt             | Bora-Hansgrohe         | + 22"       |
| 9è | Dylan Teuns             | Israel-Premier Tech    | + 23"       |
| 10è | Quinten Hermans         | Alpecin-Deceuninck     | + 23"       |

### Etapa 4
| \| Classificació de l'etapa \| Classificació de l'etapa \| Classificació de l'etapa \| Classificació de l'etapa \| Classificació de l'etapa \| \| Corredor \| Corredor \| Equip \| Temps \| \| \| ------------------------ \| ------------------------ \| ------------------------ \| ------------------------ \| ------------------------ \| \| 1r \| Arvid de Kleijn \| Tudor Pro Cycling Team \| 3h 41' 35" \| \| \| 2n \| Phil Bauhaus \| Bahrain Victorious \| + 0" \| \| \| 3r \| Marius Mayrhofer \| Team DSM-Firmenich \| + 0" \| \| \| 4t \| Émilien Jeannière \| TotalEnergies \| + 0" \| \| \| 5è \| Rüdiger Selig \| Lotto Dstny \| + 0" \| \| \| 6è \| Ethan Vernon \| Soudal Quick-Step \| + 0" \| \| \| 7è \| Pascal Ackermann \| UAE Team Emirates \| + 0" \| \| \| 8è \| Matteo Moschetti \| Q36.5 Pro Cycling Team \| + 0" \| \| \| 9è \| Sam Bennett \| Bora-Hansgrohe \| + 0" \| \| \| 10è \| Natnael Tesfatsion \| Lidl-Trek \| + 0" \| \| |                    |                        |            |
| |                    |                        |            |
| Font: ProCyclingStats |                    |                        |            |
| Classificació de l'etapa |                    |                        |            |
| Corredor | Corredor           | Equip                  | Temps      |
| 1r | Arvid de Kleijn    | Tudor Pro Cycling Team | 3h 41' 35" |
| 2n | Phil Bauhaus       | Bahrain Victorious     | + 0"       |
| 3r | Marius Mayrhofer   | Team DSM-Firmenich     | + 0"       |
| 4t | Émilien Jeannière  | TotalEnergies          | + 0"       |
| 5è | Rüdiger Selig      | Lotto Dstny            | + 0"       |
| 6è | Ethan Vernon       | Soudal Quick-Step      | + 0"       |
| 7è | Pascal Ackermann   | UAE Team Emirates      | + 0"       |
| 8è | Matteo Moschetti   | Q36.5 Pro Cycling Team | + 0"       |
| 9è | Sam Bennett        | Bora-Hansgrohe         | + 0"       |
| 10è | Natnael Tesfatsion | Lidl-Trek              | + 0"       |

## Classificació final
| \| Classificació general \| Classificació general \| Classificació general \| Classificació general \| Classificació general \| \| Corredor \| Corredor \| Equip \| Temps \| \| \| --------------------- \| ----------------------- \| ---------------------- \| --------------------- \| --------------------- \| \| 1r \| Ilan Van Wilder \| Soudal Quick-Step \| 17h 01' 18" \| \| \| 2n \| Felix Großschartner \| UAE Team Emirates \| + 11" \| \| \| 3r \| Danny van Poppel \| Bora-Hansgrohe \| + 13" \| \| \| 4t \| Pàvel Sivakov \| Ineos Grenadiers \| + 13" \| \| \| 5è \| Alexander Aranburu Deba \| Movistar Team \| + 17" \| \| \| 6è \| Kevin Vermaerke \| Team DSM-Firmenich \| + 18" \| \| \| 7è \| Rasmus Tiller \| Uno-X Pro Cycling Team \| + 20" \| \| \| 8è \| Quinten Hermans \| Alpecin-Deceuninck \| + 21" \| \| \| 9è \| Nils Politt \| Bora-Hansgrohe \| + 22" \| \| \| 10è \| Dylan Teuns \| Israel-Premier Tech \| + 23" \| \| |                         |                        |             |
| |                         |                        |             |
| Font: ProCyclingStats |                         |                        |             |
| Classificació general |                         |                        |             |
| Corredor | Corredor                | Equip                  | Temps       |
| 1r | Ilan Van Wilder         | Soudal Quick-Step      | 17h 01' 18" |
| 2n | Felix Großschartner     | UAE Team Emirates      | + 11"       |
| 3r | Danny van Poppel        | Bora-Hansgrohe         | + 13"       |
| 4t | Pàvel Sivakov           | Ineos Grenadiers       | + 13"       |
| 5è | Alexander Aranburu Deba | Movistar Team          | + 17"       |
| 6è | Kevin Vermaerke         | Team DSM-Firmenich     | + 18"       |
| 7è | Rasmus Tiller           | Uno-X Pro Cycling Team | + 20"       |
| 8è | Quinten Hermans         | Alpecin-Deceuninck     | + 21"       |
| 9è | Nils Politt             | Bora-Hansgrohe         | + 22"       |
| 10è | Dylan Teuns             | Israel-Premier Tech    | + 23"       |

## Classificacions secundàries

### Classificació per punts
| Classificació per punts | Classificació per punts | Classificació per punts  | Classificació per punts | Classificació per punts |
| Corredor                | Corredor                | Equip                    | Punts                   |                         |
| ----------------------- | ----------------------- | ------------------------ | ----------------------- | ----------------------- |
| 1r                      | Ethan Vernon            | Soudal Quick-Step        | 39 pts                  |                         |
| 2n                      | Danny van Poppel        | Bora-Hansgrohe           | 28 pts                  |                         |
| 3r                      | Ilan Van Wilder         | Soudal Quick-Step        | 21 pts                  |                         |
| 4t                      | Phil Bauhaus            | Bahrain Victorious       | 19 pts                  |                         |
| 5è                      | Madis Mihkels           | Intermarché-Circus-Wanty | 18 pts                  |                         |
| 6è                      | Pàvel Sivakov           | Ineos Grenadiers         | 16 pts                  |                         |
| 7è                      | Alexander Aranburu Deba | Movistar Team            | 16 pts                  |                         |
| 8è                      | Kevin Vermaerke         | Team DSM-Firmenich       | 16 pts                  |                         |
| 9è                      | Gregor Mühlberger       | Movistar Team            | 15 pts                  |                         |
| 10è                     | Arvid de Kleijn         | Tudor Pro Cycling Team   | 15 pts                  |                         |

### Classificació de la muntanya
| Classificació de la muntanya | Classificació de la muntanya | Classificació de la muntanya | Classificació de la muntanya | Classificació de la muntanya |
| Corredor                     | Corredor                     | Equip                        | Punts                        |                              |
| ---------------------------- | ---------------------------- | ---------------------------- | ---------------------------- | ---------------------------- |
| 1r                           | Harm Vanhoucke               | Lotto Dstny                  | 7 pts                        |                              |
| 2n                           | Florian Stork                | Team DSM-Firmenich           | 5 pts                        |                              |
| 3r                           | Vincent John                 | Rad-Net Oßwald               | 4 pts                        |                              |
| 4t                           | Frank van den Broek          | Team DSM-Firmenich           | 3 pts                        |                              |
| 5è                           | Vinzent Dorn                 | Bike Aid                     | 3 pts                        |                              |
| 6è                           | Gregor Mühlberger            | Movistar Team                | 3 pts                        |                              |
| 7è                           | Anders Halland Johannessen   | Uno-X Pro Cycling Team       | 3 pts                        |                              |
| 8è                           | Oscar Riesebeek              | Alpecin-Deceuninck           | 3 pts                        |                              |
| 9è                           | Brandon McNulty              | UAE Team Emirates            | 3 pts                        |                              |
| 10è                          | Gianluca Brambilla           | Q36.5 Pro Cycling Team       | 2 pts                        |                              |

### Classificació dels joves
| Classificació del millor jove | Classificació del millor jove | Classificació del millor jove | Classificació del millor jove | Classificació del millor jove |
| Corredor                      | Corredor                      | Equip                         | Temps                         |                               |
| ----------------------------- | ----------------------------- | ----------------------------- | ----------------------------- | ----------------------------- |
| 1r                            | Ilan Van Wilder               | Soudal Quick-Step             | 17h 01' 18"                   |                               |
| 2n                            | Kevin Vermaerke               | Team DSM-Firmenich            | + 18"                         |                               |
| 3r                            | Brandon McNulty               | UAE Team Emirates             | + 27"                         |                               |
| 4t                            | Mathias Vacek                 | Lidl-Trek                     | + 28"                         |                               |
| 5è                            | Frank van den Broek           | Team DSM-Firmenich            | + 30"                         |                               |
| 6è                            | Mathieu Burgaudeau            | TotalEnergies                 | + 32"                         |                               |
| 7è                            | Vinzent Dorn                  | Bike Aid                      | + 1' 00"                      |                               |
| 8è                            | Mattéo Vercher                | TotalEnergies                 | + 1' 22"                      |                               |
| 9è                            | Rick Pluimers                 | Tudor Pro Cycling Team        | + 1' 30"                      |                               |
| 10è                           | Juri Hollmann                 | Movistar Team                 | + 1' 31"                      |                               |

### Classificació per equips
| Classificació per equips | Classificació per equips | Classificació per equips | Classificació per equips |
| Equip                    | Equip                    | Temps                    |                          |
| ------------------------ | ------------------------ | ------------------------ | ------------------------ |
| 1r                       | UAE Team Emirates        | 51h 05' 06"              |                          |
| 2n                       | Team DSM-Firmenich       | + 8"                     |                          |
| 3r                       | Movistar Team            | + 11"                    |                          |
| 4t                       | Bora-Hansgrohe           | + 24"                    |                          |
| 5è                       | Lidl-Trek                | + 2' 28"                 |                          |
| 6è                       | Israel-Premier Tech      | + 2' 33"                 |                          |
| 7è                       | Bahrain Victorious       | + 4' 08"                 |                          |
| 8è                       | TotalEnergies            | + 4' 19"                 |                          |
| 9è                       | Intermarché-Circus-Wanty | + 6' 45"                 |                          |
| 10è                      | Soudal Quick-Step        | + 8' 37"                 |                          |

## Evolució de les classificacions
| Etapa                  | Vencedor               | Classificació general | Classificació de la muntanya | Classificació per punts | Classificació dels joves | Classificació per equips |
| ---------------------- | ---------------------- | --------------------- | ---------------------------- | ----------------------- | ------------------------ | ------------------------ |
| Prol.                  | Ethan Vernon           | Ethan Vernon          | Ethan Vernon                 | non-décerné             | Ethan Vernon             | Soudal Quick-Step        |
| 1                      | Ilan Van Wilder        | Ilan Van Wilder       | Ethan Vernon                 | Harm Vanhoucke          | Ilan Van Wilder          | Soudal Quick-Step        |
| 2                      | Gregor Mühlberger      | Ilan Van Wilder       | Ilan Van Wilder              | Harm Vanhoucke          | Ilan Van Wilder          | UAE Team Emirates        |
| 3                      | Madis Mihkels          | Ilan Van Wilder       | Ethan Vernon                 | Harm Vanhoucke          | Ilan Van Wilder          | UAE Team Emirates        |
| 4                      | Arvid de Kleijn        | Ilan Van Wilder       | Ethan Vernon                 | Harm Vanhoucke          | Ilan Van Wilder          | UAE Team Emirates        |
| Classificacions finals | Classificacions finals | Ilan Van Wilder       | Ethan Vernon                 | Harm Vanhoucke          | Ilan Van Wilder          | UAE Team Emirates        |

## Llista de participants
| UAE Team Emirates UAD | UAE Team Emirates UAD         | UAE Team Emirates UAD |
| --------------------- | ----------------------------- | --------------------- |
| Núm                   | Ciclista                      | Pos                   |
| 1                     | Pascal Ackermann (GER)        | 69è                   |
| 2                     | George Bennett (NZL)          | 40è                   |
| 3                     | Felix Großschartner (AUT)     | 2n                    |
| 4                     | Vegard Stake Laengen (NOR)    | 41è                   |
| 5                     | Brandon McNulty (USA) (crono) | 12è                   |
| 6                     | Diego Ulissi (ITA)            | 14è                   |

| Bahrain Victorious TBV | Bahrain Victorious TBV              | Bahrain Victorious TBV |
| ---------------------- | ----------------------------------- | ---------------------- |
| Núm                    | Ciclista                            | Pos                    |
| 11                     | Peio Bilbao López de Armentia (ESP) | 11è                    |
| 12                     | Yukiya Arashiro (JPN)               | 82è                    |
| 13                     | Nikias Arndt (GER)                  | 34è                    |
| 14                     | Phil Bauhaus (GER)                  | 67è                    |
| 15                     | Rainer Kepplinger (AUT)             | 32è                    |
| 16                     | Cameron Scott (AUS)                 | 95è                    |

| Movistar Team MOV | Movistar Team MOV              | Movistar Team MOV |
| ----------------- | ------------------------------ | ----------------- |
| Núm               | Ciclista                       | Pos               |
| 21                | Alexander Aranburu Deba (ESP)  | 5è                |
| 22                | Abner González (PUR)           | 50è               |
| 23                | Juri Hollmann (GER)            | 27è               |
| 24                | Gregor Mühlberger (AUT) (ruta) | 37è               |
| 25                | Sergio Samitier (ESP)          | DNF-1             |
| 26                | Iván Ramiro Sosa Cuervo (COL)  | 59è               |

| Bora-Hansgrohe BOH | Bora-Hansgrohe BOH           | Bora-Hansgrohe BOH |
| ------------------ | ---------------------------- | ------------------ |
| Núm                | Ciclista                     | Pos                |
| 31                 | Nils Politt (GER) (crono)    | 9è                 |
| 32                 | Sam Bennett (IRL)            | 61è                |
| 33                 | Patrick Gamper (AUT) (crono) | 38è                |
| 34                 | Marco Haller (AUT)           | 29è                |
| 35                 | Maximilian Schachmann (GER)  | 35è                |
| 36                 | Danny van Poppel (NED)       | 3r                 |

| Lidl-Trek LTK | Lidl-Trek LTK                    | Lidl-Trek LTK |
| ------------- | -------------------------------- | ------------- |
| Núm           | Ciclista                         | Pos           |
| 41            | Mads Pedersen (DEN)              | 77è           |
| 42            | Nils Aebersold (SUI)             | 79è           |
| 43            | Dario Cataldo (ITA)              | 102è          |
| 44            | Alex Kirsch (LUX) (ruta i crono) | 21è           |
| 45            | Natnael Tesfatsion (ERI)         | 30è           |
| 46            | Mathias Vacek (CZE) (ruta)       | 13è           |

| Soudal Quick-Step SOQ | Soudal Quick-Step SOQ | Soudal Quick-Step SOQ |
| --------------------- | --------------------- | --------------------- |
| Núm                   | Ciclista              | Pos                   |
| 51                    | Dries Devenyns (BEL)  | 45è                   |
| 52                    | Mauro Schmid (SUI)    | 57è                   |
| 53                    | Jannik Steimle (GER)  | 62è                   |
| 54                    | Martin Svrček (SVK)   | 47è                   |
| 55                    | Ilan Van Wilder (BEL) | 1r                    |
| 56                    | Ethan Vernon (GBR)    | 53è                   |

| Israel-Premier Tech IPT | Israel-Premier Tech IPT | Israel-Premier Tech IPT |
| ----------------------- | ----------------------- | ----------------------- |
| Núm                     | Ciclista                | Pos                     |
| 61                      | Simon Clarke (AUS)      | 68è                     |
| 62                      | Jakob Fuglsang (DEN)    | 25è                     |
| 63                      | Mason Hollyman (GBR)    | 56è                     |
| 64                      | Nick Schultz (AUS)      | 31è                     |
| 65                      | Dylan Teuns (BEL)       | 10è                     |
| 66                      | Rick Zabel (GER)        | 73è                     |

| Lotto Dstny LTD | Lotto Dstny LTD           | Lotto Dstny LTD |
| --------------- | ------------------------- | --------------- |
| Núm             | Ciclista                  | Pos             |
| 71              | Mathijs Paasschens (NED)  | 36è             |
| 72              | Arjen Livyns (BEL)        | NP-2            |
| 73              | Michael Schwarzmann (GER) | 80è             |
| 74              | Rüdiger Selig (GER)       | 97è             |
| 75              | Harry Sweeny (AUS)        | NP-2            |
| 76              | Harm Vanhoucke (BEL)      | 72è             |

| Ineos Grenadiers IGD | Ineos Grenadiers IGD   | Ineos Grenadiers IGD |
| -------------------- | ---------------------- | -------------------- |
| Núm                  | Ciclista               | Pos                  |
| 81                   | Ethan Hayter (GBR)     | 81è                  |
| 82                   | Salvatore Puccio (ITA) | 70è                  |
| 83                   | Brandon Rivera (COL)   | 46è                  |
| 84                   | Luke Rowe (GBR)        | 84è                  |
| 85                   | Pàvel Sivakov (FRA)    | 4t                   |

| Intermarché-Circus-Wanty ICW | Intermarché-Circus-Wanty ICW | Intermarché-Circus-Wanty ICW |
| ---------------------------- | ---------------------------- | ---------------------------- |
| Núm                          | Ciclista                     | Pos                          |
| 91                           | Georg Zimmermann (GER)       | 17è                          |
| 92                           | Lilian Calmejane (FRA)       | 15è                          |
| 93                           | Laurens Huys (BEL)           | 48è                          |
| 94                           | Madis Mihkels (EST)          | 44è                          |
| 95                           | Simone Petilli (ITA)         | DNF-2                        |
| 96                           | Adrien Petit (FRA)           | 78è                          |

| Uno-X Pro Cycling Team UXT | Uno-X Pro Cycling Team UXT       | Uno-X Pro Cycling Team UXT |
| -------------------------- | -------------------------------- | -------------------------- |
| Núm                        | Ciclista                         | Pos                        |
| 101                        | Alexander Kristoff (NOR)         | NP-1                       |
| 102                        | Jonas Abrahamsen (NOR)           | 42è                        |
| 103                        | Anders Halland Johannessen (NOR) | 39è                        |
| 104                        | Jacob Hindsgaul Madsen (DEN)     | 92è                        |
| 105                        | Erik Nordsæter Resell (NOR)      | NP-2                       |
| 106                        | Rasmus Tiller (NOR)              | 7è                         |

| Alpecin-Deceuninck ADC | Alpecin-Deceuninck ADC  | Alpecin-Deceuninck ADC |
| ---------------------- | ----------------------- | ---------------------- |
| Núm                    | Ciclista                | Pos                    |
| 111                    | Quinten Hermans (BEL)   | 8è                     |
| 112                    | Nicola Conci (ITA)      | 28è                    |
| 113                    | Michael Gogl (AUT)      | 51è                    |
| 114                    | Timo Kielich (BEL)      | NP-3                   |
| 115                    | Alexander Krieger (GER) | NP-4                   |
| 116                    | Oscar Riesebeek (NED)   | 76è                    |

| Team DSM-Firmenich DSM | Team DSM-Firmenich DSM        | Team DSM-Firmenich DSM |
| ---------------------- | ----------------------------- | ---------------------- |
| Núm                    | Ciclista                      | Pos                    |
| 121                    | Florian Stork (GER)           | 19è                    |
| 122                    | Patrick Eddy (AUS)            | NP-4                   |
| 123                    | Jonas Iversby Hvideberg (NOR) | 60è                    |
| 124                    | Marius Mayrhofer (GER)        | 52è                    |
| 125                    | Frank van den Broek (NED)     | 16è                    |
| 126                    | Kevin Vermaerke (USA)         | 6è                     |

| TotalEnergies TEN | TotalEnergies TEN        | TotalEnergies TEN |
| ----------------- | ------------------------ | ----------------- |
| Núm               | Ciclista                 | Pos               |
| 131               | Mathieu Burgaudeau (FRA) | 18è               |
| 132               | Fabien Grellier (FRA)    | 55è               |
| 133               | Émilien Jeannière (FRA)  | 49è               |
| 134               | Julien Simon (FRA)       | 33è               |
| 135               | Anthony Turgis (FRA)     | 43è               |
| 136               | Mattéo Vercher (FRA)     | 24è               |

| Tudor Pro Cycling Team TUD | Tudor Pro Cycling Team TUD  | Tudor Pro Cycling Team TUD |
| -------------------------- | --------------------------- | -------------------------- |
| Núm                        | Ciclista                    | Pos                        |
| 141                        | Arvid de Kleijn (NED)       | 93è                        |
| 142                        | Nils Brun (SUI)             | 54è                        |
| 143                        | Miká Heming (GER)           | 64è                        |
| 144                        | Rick Pluimers (NED)         | 26è                        |
| 145                        | Sébastien Reichenbach (SUI) | 20è                        |
| 146                        | Maikel Zijlaard (NED)       | 94è                        |

| Q36.5 Pro Cycling Team Q36 | Q36.5 Pro Cycling Team Q36     | Q36.5 Pro Cycling Team Q36 |
| -------------------------- | ------------------------------ | -------------------------- |
| Núm                        | Ciclista                       | Pos                        |
| 151                        | Gianluca Brambilla (ITA)       | 23è                        |
| 152                        | Corey Davis (USA)              | 74è                        |
| 153                        | Matteo Moschetti (ITA)         | 96è                        |
| 154                        | Nicolò Parisini (ITA)          | 71è                        |
| 155                        | Antonio Puppio (ITA)           | 103è                       |
| 156                        | Nickolas Zukowsky (CAN) (ruta) | NP-3                       |

| Saris Rouvy Sauerland Team SVL | Saris Rouvy Sauerland Team SVL | Saris Rouvy Sauerland Team SVL |
| ------------------------------ | ------------------------------ | ------------------------------ |
| Núm                            | Ciclista                       | Pos                            |
| 161                            | Dominik Bauer (GER)            | 107è                           |
| 162                            | Julian Borresch (GER)          | 83è                            |
| 163                            | Silas Köch (GER)               | 91è                            |
| 164                            | Jonathan Rottmann (GER)        | 104è                           |
| 165                            | Jan-Marc Temmen (GER)          | 89è                            |
| 166                            | Lennart Voege (GER)            | 88è                            |

| Bike Aid BAI | Bike Aid BAI             | Bike Aid BAI |
| ------------ | ------------------------ | ------------ |
| Núm          | Ciclista                 | Pos          |
| 171          | Dawit Yemane (ERI)       | 65è          |
| 172          | Vinzent Dorn (GER)       | 22è          |
| 173          | Pirmin Eisenbarth (GER)  | 99è          |
| 174          | Oliver Mattheis (GER)    | 63è          |
| 175          | Philip Meiser (GER)      | 101è         |
| 176          | Jasper Levi Pahlke (GER) | 106è         |

| P&S Benotti PUS | P&S Benotti PUS        | P&S Benotti PUS |
| --------------- | ---------------------- | --------------- |
| Núm             | Ciclista               | Pos             |
| 181             | Tobias Nolde (GER)     | 85è             |
| 183             | Albert Gathemann (GER) | 100è            |
| 184             | Jannis Peter (GER)     | 58è             |
| 185             | Dominik Röber (GER)    | 66è             |
| 186             | Luke Wilk (GER)        | 87è             |

| Rad-Net Oßwald RNO | Rad-Net Oßwald RNO        | Rad-Net Oßwald RNO |
| ------------------ | ------------------------- | ------------------ |
| Núm                | Ciclista                  | Pos                |
| 191                | Vincent John (GER)        | 86è                |
| 192                | Tobias Buck-Gramcko (GER) | 108è               |
| 193                | Moritz Czasa (GER)        | 105è               |
| 194                | Philipp Gebhardt (GER)    | DNF-4              |
| 195                | Luca Martin (GER)         | 90è                |
| 196                | Theo Reinhardt (GER)      | 98è                |

| UAE Team Emirates UAD | UAE Team Emirates UAD         | UAE Team Emirates UAD |
| --------------------- | ----------------------------- | --------------------- |
| Núm                   | Ciclista                      | Pos                   |
| 1                     | Pascal Ackermann (GER)        | 69è                   |
| 2                     | George Bennett (NZL)          | 40è                   |
| 3                     | Felix Großschartner (AUT)     | 2n                    |
| 4                     | Vegard Stake Laengen (NOR)    | 41è                   |
| 5                     | Brandon McNulty (USA) (crono) | 12è                   |
| 6                     | Diego Ulissi (ITA)            | 14è                   |

| Bahrain Victorious TBV | Bahrain Victorious TBV              | Bahrain Victorious TBV |
| ---------------------- | ----------------------------------- | ---------------------- |
| Núm                    | Ciclista                            | Pos                    |
| 11                     | Peio Bilbao López de Armentia (ESP) | 11è                    |
| 12                     | Yukiya Arashiro (JPN)               | 82è                    |
| 13                     | Nikias Arndt (GER)                  | 34è                    |
| 14                     | Phil Bauhaus (GER)                  | 67è                    |
| 15                     | Rainer Kepplinger (AUT)             | 32è                    |
| 16                     | Cameron Scott (AUS)                 | 95è                    |

| Movistar Team MOV | Movistar Team MOV              | Movistar Team MOV |
| ----------------- | ------------------------------ | ----------------- |
| Núm               | Ciclista                       | Pos               |
| 21                | Alexander Aranburu Deba (ESP)  | 5è                |
| 22                | Abner González (PUR)           | 50è               |
| 23                | Juri Hollmann (GER)            | 27è               |
| 24                | Gregor Mühlberger (AUT) (ruta) | 37è               |
| 25                | Sergio Samitier (ESP)          | DNF-1             |
| 26                | Iván Ramiro Sosa Cuervo (COL)  | 59è               |

| Bora-Hansgrohe BOH | Bora-Hansgrohe BOH           | Bora-Hansgrohe BOH |
| ------------------ | ---------------------------- | ------------------ |
| Núm                | Ciclista                     | Pos                |
| 31                 | Nils Politt (GER) (crono)    | 9è                 |
| 32                 | Sam Bennett (IRL)            | 61è                |
| 33                 | Patrick Gamper (AUT) (crono) | 38è                |
| 34                 | Marco Haller (AUT)           | 29è                |
| 35                 | Maximilian Schachmann (GER)  | 35è                |
| 36                 | Danny van Poppel (NED)       | 3r                 |

| Lidl-Trek LTK | Lidl-Trek LTK                    | Lidl-Trek LTK |
| ------------- | -------------------------------- | ------------- |
| Núm           | Ciclista                         | Pos           |
| 41            | Mads Pedersen (DEN)              | 77è           |
| 42            | Nils Aebersold (SUI)             | 79è           |
| 43            | Dario Cataldo (ITA)              | 102è          |
| 44            | Alex Kirsch (LUX) (ruta i crono) | 21è           |
| 45            | Natnael Tesfatsion (ERI)         | 30è           |
| 46            | Mathias Vacek (CZE) (ruta)       | 13è           |

| Soudal Quick-Step SOQ | Soudal Quick-Step SOQ | Soudal Quick-Step SOQ |
| --------------------- | --------------------- | --------------------- |
| Núm                   | Ciclista              | Pos                   |
| 51                    | Dries Devenyns (BEL)  | 45è                   |
| 52                    | Mauro Schmid (SUI)    | 57è                   |
| 53                    | Jannik Steimle (GER)  | 62è                   |
| 54                    | Martin Svrček (SVK)   | 47è                   |
| 55                    | Ilan Van Wilder (BEL) | 1r                    |
| 56                    | Ethan Vernon (GBR)    | 53è                   |

| Israel-Premier Tech IPT | Israel-Premier Tech IPT | Israel-Premier Tech IPT |
| ----------------------- | ----------------------- | ----------------------- |
| Núm                     | Ciclista                | Pos                     |
| 61                      | Simon Clarke (AUS)      | 68è                     |
| 62                      | Jakob Fuglsang (DEN)    | 25è                     |
| 63                      | Mason Hollyman (GBR)    | 56è                     |
| 64                      | Nick Schultz (AUS)      | 31è                     |
| 65                      | Dylan Teuns (BEL)       | 10è                     |
| 66                      | Rick Zabel (GER)        | 73è                     |

| Lotto Dstny LTD | Lotto Dstny LTD           | Lotto Dstny LTD |
| --------------- | ------------------------- | --------------- |
| Núm             | Ciclista                  | Pos             |
| 71              | Mathijs Paasschens (NED)  | 36è             |
| 72              | Arjen Livyns (BEL)        | NP-2            |
| 73              | Michael Schwarzmann (GER) | 80è             |
| 74              | Rüdiger Selig (GER)       | 97è             |
| 75              | Harry Sweeny (AUS)        | NP-2            |
| 76              | Harm Vanhoucke (BEL)      | 72è             |

| Ineos Grenadiers IGD | Ineos Grenadiers IGD   | Ineos Grenadiers IGD |
| -------------------- | ---------------------- | -------------------- |
| Núm                  | Ciclista               | Pos                  |
| 81                   | Ethan Hayter (GBR)     | 81è                  |
| 82                   | Salvatore Puccio (ITA) | 70è                  |
| 83                   | Brandon Rivera (COL)   | 46è                  |
| 84                   | Luke Rowe (GBR)        | 84è                  |
| 85                   | Pàvel Sivakov (FRA)    | 4t                   |

| Intermarché-Circus-Wanty ICW | Intermarché-Circus-Wanty ICW | Intermarché-Circus-Wanty ICW |
| ---------------------------- | ---------------------------- | ---------------------------- |
| Núm                          | Ciclista                     | Pos                          |
| 91                           | Georg Zimmermann (GER)       | 17è                          |
| 92                           | Lilian Calmejane (FRA)       | 15è                          |
| 93                           | Laurens Huys (BEL)           | 48è                          |
| 94                           | Madis Mihkels (EST)          | 44è                          |
| 95                           | Simone Petilli (ITA)         | DNF-2                        |
| 96                           | Adrien Petit (FRA)           | 78è                          |

| Uno-X Pro Cycling Team UXT | Uno-X Pro Cycling Team UXT       | Uno-X Pro Cycling Team UXT |
| -------------------------- | -------------------------------- | -------------------------- |
| Núm                        | Ciclista                         | Pos                        |
| 101                        | Alexander Kristoff (NOR)         | NP-1                       |
| 102                        | Jonas Abrahamsen (NOR)           | 42è                        |
| 103                        | Anders Halland Johannessen (NOR) | 39è                        |
| 104                        | Jacob Hindsgaul Madsen (DEN)     | 92è                        |
| 105                        | Erik Nordsæter Resell (NOR)      | NP-2                       |
| 106                        | Rasmus Tiller (NOR)              | 7è                         |

| Alpecin-Deceuninck ADC | Alpecin-Deceuninck ADC  | Alpecin-Deceuninck ADC |
| ---------------------- | ----------------------- | ---------------------- |
| Núm                    | Ciclista                | Pos                    |
| 111                    | Quinten Hermans (BEL)   | 8è                     |
| 112                    | Nicola Conci (ITA)      | 28è                    |
| 113                    | Michael Gogl (AUT)      | 51è                    |
| 114                    | Timo Kielich (BEL)      | NP-3                   |
| 115                    | Alexander Krieger (GER) | NP-4                   |
| 116                    | Oscar Riesebeek (NED)   | 76è                    |

| Team DSM-Firmenich DSM | Team DSM-Firmenich DSM        | Team DSM-Firmenich DSM |
| ---------------------- | ----------------------------- | ---------------------- |
| Núm                    | Ciclista                      | Pos                    |
| 121                    | Florian Stork (GER)           | 19è                    |
| 122                    | Patrick Eddy (AUS)            | NP-4                   |
| 123                    | Jonas Iversby Hvideberg (NOR) | 60è                    |
| 124                    | Marius Mayrhofer (GER)        | 52è                    |
| 125                    | Frank van den Broek (NED)     | 16è                    |
| 126                    | Kevin Vermaerke (USA)         | 6è                     |

| TotalEnergies TEN | TotalEnergies TEN        | TotalEnergies TEN |
| ----------------- | ------------------------ | ----------------- |
| Núm               | Ciclista                 | Pos               |
| 131               | Mathieu Burgaudeau (FRA) | 18è               |
| 132               | Fabien Grellier (FRA)    | 55è               |
| 133               | Émilien Jeannière (FRA)  | 49è               |
| 134               | Julien Simon (FRA)       | 33è               |
| 135               | Anthony Turgis (FRA)     | 43è               |
| 136               | Mattéo Vercher (FRA)     | 24è               |

| Tudor Pro Cycling Team TUD | Tudor Pro Cycling Team TUD  | Tudor Pro Cycling Team TUD |
| -------------------------- | --------------------------- | -------------------------- |
| Núm                        | Ciclista                    | Pos                        |
| 141                        | Arvid de Kleijn (NED)       | 93è                        |
| 142                        | Nils Brun (SUI)             | 54è                        |
| 143                        | Miká Heming (GER)           | 64è                        |
| 144                        | Rick Pluimers (NED)         | 26è                        |
| 145                        | Sébastien Reichenbach (SUI) | 20è                        |
| 146                        | Maikel Zijlaard (NED)       | 94è                        |

| Q36.5 Pro Cycling Team Q36 | Q36.5 Pro Cycling Team Q36     | Q36.5 Pro Cycling Team Q36 |
| -------------------------- | ------------------------------ | -------------------------- |
| Núm                        | Ciclista                       | Pos                        |
| 151                        | Gianluca Brambilla (ITA)       | 23è                        |
| 152                        | Corey Davis (USA)              | 74è                        |
| 153                        | Matteo Moschetti (ITA)         | 96è                        |
| 154                        | Nicolò Parisini (ITA)          | 71è                        |
| 155                        | Antonio Puppio (ITA)           | 103è                       |
| 156                        | Nickolas Zukowsky (CAN) (ruta) | NP-3                       |

| Saris Rouvy Sauerland Team SVL | Saris Rouvy Sauerland Team SVL | Saris Rouvy Sauerland Team SVL |
| ------------------------------ | ------------------------------ | ------------------------------ |
| Núm                            | Ciclista                       | Pos                            |
| 161                            | Dominik Bauer (GER)            | 107è                           |
| 162                            | Julian Borresch (GER)          | 83è                            |
| 163                            | Silas Köch (GER)               | 91è                            |
| 164                            | Jonathan Rottmann (GER)        | 104è                           |
| 165                            | Jan-Marc Temmen (GER)          | 89è                            |
| 166                            | Lennart Voege (GER)            | 88è                            |

| Bike Aid BAI | Bike Aid BAI             | Bike Aid BAI |
| ------------ | ------------------------ | ------------ |
| Núm          | Ciclista                 | Pos          |
| 171          | Dawit Yemane (ERI)       | 65è          |
| 172          | Vinzent Dorn (GER)       | 22è          |
| 173          | Pirmin Eisenbarth (GER)  | 99è          |
| 174          | Oliver Mattheis (GER)    | 63è          |
| 175          | Philip Meiser (GER)      | 101è         |
| 176          | Jasper Levi Pahlke (GER) | 106è         |

| P&S Benotti PUS | P&S Benotti PUS        | P&S Benotti PUS |
| --------------- | ---------------------- | --------------- |
| Núm             | Ciclista               | Pos             |
| 181             | Tobias Nolde (GER)     | 85è             |
| 183             | Albert Gathemann (GER) | 100è            |
| 184             | Jannis Peter (GER)     | 58è             |
| 185             | Dominik Röber (GER)    | 66è             |
| 186             | Luke Wilk (GER)        | 87è             |

| Rad-Net Oßwald RNO | Rad-Net Oßwald RNO        | Rad-Net Oßwald RNO |
| ------------------ | ------------------------- | ------------------ |
| Núm                | Ciclista                  | Pos                |
| 191                | Vincent John (GER)        | 86è                |
| 192                | Tobias Buck-Gramcko (GER) | 108è               |
| 193                | Moritz Czasa (GER)        | 105è               |
| 194                | Philipp Gebhardt (GER)    | DNF-4              |
| 195                | Luca Martin (GER)         | 90è                |
| 196                | Theo Reinhardt (GER)      | 98è                |